# Cambra cardíaca
Les cambres o cavitats cardíaques són, en els mamífers:
- Aurícula esquerra.
- Aurícula dreta.
- Ventricle esquerre.
- Ventricle dret.

La sang entra primer a les aurícules, des d'on passa als ventricles a través d'una vàlvula cardíaca.
Els defectes d'aquestes estructures formen part d'un ampli ventall de cardiopaties congènites, tant sindròmiques com no sindròmiques. El més comú d'ells és la comunicació interventricular.
Un procediment òptim per analitzar la seva capacitat, tant volumètrica com funcional, és la ecocardiografia transtoràcica tridimensional.